# Томас де Мезьєр
Карл Ернст Томас де Мезьєр (нім. Karl Ernst Thomas de Maiziere; нар. 21 січня 1954, Бонн) — німецький державний і політичний діяч, міністр внутрішніх справ країни з грудня 2013 до березня 2018 та з жовтня 2009 року до березня 2011 року. Міністр оборони Німеччини з березня 2011 до грудня 2013 року, федеральний міністр з особливих доручень, начальник відомства федерального канцлера Ангели Меркель (з 2005 до 2009 року), працював у виконавчих органах влади Вільної держави Саксонії, Мекленбурга-Передньої Померанії і західного Берліна. Двоюрідний брат останнього прем'єр-міністра НДР Лотара де Мезьєра.

## Біографія
Народився 21 січня 1954 року в Бонні. Він походив із знатної родини французів-гугенотів, що переселилися через релігійні гоніння в Бранденбург в XVII столітті. Батьком Томаса був Ульріх де Мезьєр (Ulrich de Maiziere): у Другу світову війну він був оберст-лейтенантом вермахту, після поранення на Східному фронті працював у генеральному штабі вермахту, відвідував бункер Адольфа Гітлера в Рейхсканцелярії і був одним з перших, хто дізнався про самогубство диктатора. У травні 1945 року він брав участь у переговорах з Червоною армією про капітуляцію Німеччини. Після війни Ульріх де Мезьєр став одним з головних творців бундесверу — збройних сил ФРН. До моменту відходу у відставку в 1972 році він отримав звання повного генерала і був одним із найвпливовіших членів оборонного відомства країни.
Двоюрідний брат Томаса, Лотар де Мезьєр (Lothar de Maiziere) залишився по інший бік кордону, у НДР. У 1989 році він став головою Християнсько-демократичного союзу (ХДС) НДР і в квітні 1990 року був першим і останнім обраним прем'єр-міністром Східної Німеччини. Пішов він із цієї посади після возз'єднання НДР і ФРН у жовтні 1990 року. Після цього Лотар допоміг Ангелі Меркель почати політичну кар'єру в адміністрації канцлера вже об'єднаної Німеччини Гельмута Коля (Helmut Kohl).
Томас де Мезьєр став членом ХДС ще до закінчення школи, в 1971 році. У 1972 році він служив у бундесвері, після чого вивчав історію та юриспруденцію у Вестфальському університеті імені Вільгельма в Мюнстері (Muenster Westfaelische Wilhelms-Universitaet) та Університеті Фрайбурга (Universitaet Freiburg). Склавши в 1979 і 1981 роках кваліфікаційні іспити на юриста, у 1986 році отримав звання доктора права в Мюнстерському університеті.
Ще 1983 року де Мезьєр влаштувався на роботу в мерію Західного Берліна, за деякими відомостями, завдяки протекції його батька. З 1985 він очолював відділення з основних питань канцелярії берлінського сенату (уряду Берліна) і був прессекретарем парламентської фракції ХДС. У 1990 році де Мезьєр брав участь у процесі возз'єднання НДР і ФРН. Наприкінці 1990 року він був призначений на пост статс-секретаря міністерства культури в землі Мекленбург — Передня Померанія, раніше входила до складу НДР. У 1993 році де Мезьєр був головою конференції глав міністерств культури федеральних земель Німеччини. У 1994 році він став главою державної канцелярії Мекленбурга — Передньої Померанії.
У 1998 році після виборів влада в Мекленбурзі — Передній Померанії перейшла до Соціал-демократичної партії Німеччини (СДПН), і де Мезьєр почав працювати у Вільному державі Саксонія, ставши там радником голови державної канцелярії, а в жовтні 1999 року сам зайняв пост глави канцелярії.
З 2001 по 2002 рік де Мезьєр був статс-міністром фінансів Саксонії, а з 2002 по 2004 рік — статс-міністром юстиції федеральної землі. У листопаді 2004 року його призначили статс-міністром внутрішніх справ Саксонії і членом статс-асамблеї федеральної землі. Експерти відзначали, що Саксонія з 2000 по 2005 рік активно налагоджувала економічні зв'язки з Росією і важливу роль у цьому відігравав де Мезьєр.
У 2005 році, після перемоги ХДС на виборах, де Мезьєр був призначений начальником відомства федерального канцлера, яким стала Меркель, а також отримав посаду міністра з особливих доручень, змінивши на цих постах Франка-Вальтера Штайнмайєра, що став главою МЗС Німеччини. Призначенню не завадив скандал навколо Commerzbank: німецьке слідство з'ясувало, що банк міг бути замішаний у відмиванні грошей і шахрайських операціях, пов'язаних з діяльністю російського фонду «Телекомінвест», за деякими відомостями, контролювався міністром зв'язку та інформатизації Росії Леонідом Рейманом. Одним із підозрюваних у зловживаннях був старший брат де Мезьєра, Андреас (Andreas), що працював главою відділу кадрів Commerzbank. Утім, брат де Мезьєра засуджений не був і з 2008 року працював керівним директором компанії Doertenbach & Co.
У 2009 році де Мезьєр балотувався до Бундестагу і був обраний за списком ХДС у виборчому окрузі міста Мейсен в Саксонії, набравши 45 відсотків голосів. ХДС здобув перемогу на виборах, і після розпаду «великої коаліції» ХДС/ХСС і СДПН і створення коаліційного консервативно-ліберального уряду ХДС/ХСС та Вільної демократичної партії (ВДП) де Мезьєр у жовтні 2009 року отримав посаду федерального міністра внутрішніх справ Німеччини.
На посту міністра в 2009 році де Мезьєр повідомив про те, що одним із першочергових завдань його відомства є боротьба з діяльністю в країні російських і китайських шпигунів, що викликало невдоволення МЗС РФ. Восени 2010 року де Мезьєр був одним із перших німецьких політиків, що вголос заявили про проблеми з інтеграцією іммігрантів, які відмовлялися вчити німецьку мову.
У березні 2011 року, після відставки Карла-Теодора цу Гуттенберга з поста міністра оборони Німеччини через виявлення в його дисертації плагіату, стало відомо, що міністерство оборони очолить де Мезьєр. Нову посаду він обійняв 3 березня 2011 року. Перебував на ній до грудня 2013 року. Новим міністром внутрішніх справ був призначений Ганс-Петер Фрідріх. З грудня 2013 до березня 2018 року вдруге був міністром внутрішніх справ.
Де Мезьєр одружений, його дружину звуть Мартіною (Martina). У них троє дітей.